# Atlanta Open
Atlanta Open (cunoscut din motive de sponsorizare ca Truist Atlanta Open), este un turneu profesionist de tenis masculin care se joacă în Atlanta, în Statele Unite din 2010, de obicei în lunile iulie sau august. Turneul se joacă pe terenuri cu suprafață dură în aer liber, ca parte a US Open Series, sezonul de vară de șapte săptămâni care precedă US Open.
Evenimentul a avut loc anterior la Indianapolis din 1988 până când a fost mutat la Atlanta după 2009. Atlanta Open a fost cunoscut sub numele de Atlanta Tennis Championships în primii doi ani. În 2015, turneul a fost achiziționat de GF Sports de la proprietarii săi de atunci, USTA.

## Rezultate

### Simplu
| An   | Campion                                | Finalist                               | Scor                                   |
| ---- | -------------------------------------- | -------------------------------------- | -------------------------------------- |
| 2010 | Mardy Fish                             | John Isner                             | 4–6, 6–4, 7–6(7–4)                     |
| 2011 | Mardy Fish (2)                         | John Isner (2)                         | 3–6, 7–6(8–6), 6–2                     |
| 2012 | Andy Roddick                           | Gilles Müller                          | 1–6, 7–6(7–2), 6–2                     |
| 2013 | John Isner                             | Kevin Anderson                         | 6–7(3–7), 7–6(7–2), 7–6(7–2)           |
| 2014 | John Isner (2)                         | Dudi Sela                              | 6–3, 6–4                               |
| 2015 | John Isner (3)                         | Marcos Baghdatis                       | 6–3, 6–3                               |
| 2016 | Nick Kyrgios                           | John Isner (3)                         | 7–6(7–3), 7–6(7–4)                     |
| 2017 | John Isner (4)                         | Ryan Harrison                          | 7–6(8–6), 7–6(9–7)                     |
| 2018 | John Isner (5)                         | Ryan Harrison (2)                      | 5–7, 6–3, 6–4                          |
| 2019 | Alex de Minaur                         | Taylor Fritz                           | 6–3, 7–6(7–2)                          |
| 2020 | Anulat din cauza pandemiei de COVID-19 | Anulat din cauza pandemiei de COVID-19 | Anulat din cauza pandemiei de COVID-19 |
| 2021 | John Isner (6)                         | Brandon Nakashima                      | 7–6(10–8), 7–5                         |
| 2022 | Alex de Minaur (2)                     | Jenson Brooksby                        | 6–3, 6–3                               |
| 2023 | Taylor Fritz                           | Aleksandar Vukic                       | 7–5, 6–7(5–7), 6–4                     |
| 2024 | Yoshihito Nishioka                     | Jordan Thompson                        | 4–6, 7–6(7–2), 6–2                     |

### Dublu
| An   | Campioni                               | Finaliști                              | Scor                                   |
| ---- | -------------------------------------- | -------------------------------------- | -------------------------------------- |
| 2010 | Scott Lipsky Rajeev Ram                | Rohan Bopanna Kristof Vliegen          | 6–3, 6–7(4–7), [12–10]                 |
| 2011 | Alex Bogomolov, Jr. Matthew Ebden      | Matthias Bachinger Frank Moser         | 3–6, 7–5, [10–8]                       |
| 2012 | Matthew Ebden Ryan Harrison            | Xavier Malisse Michael Russell         | 6–3, 3–6, [10–6]                       |
| 2013 | Édouard Roger-Vasselin Igor Sijsling   | Colin Fleming Jonathan Marray          | 7–6(8–6), 6–3                          |
| 2014 | Vasek Pospisil Jack Sock               | Steve Johnson Sam Querrey              | 6–3, 5–7, [10–5]                       |
| 2015 | Bob Bryan Mike Bryan                   | Colin Fleming Gilles Müller            | 4–6, 7–6(7–2), [10–4]                  |
| 2016 | Andrés Molteni Horacio Zeballos        | Johan Brunström Andreas Siljeström     | 7–6(7–2), 6–4                          |
| 2017 | Bob Bryan Mike Bryan                   | Wesley Koolhof Artem Sitak             | 6–3, 6–4                               |
| 2018 | Nicholas Monroe John-Patrick Smith     | Rajeev Ram Ryan Harrison               | 3–6, 7–6(7–5), [10–8]                  |
| 2019 | Dominic Inglot Austin Krajicek         | Bob Bryan Mike Bryan                   | 6–4, 6–7(5–7), [11–9]                  |
| 2020 | Anulat din cauza pandemiei de COVID-19 | Anulat din cauza pandemiei de COVID-19 | Anulat din cauza pandemiei de COVID-19 |
| 2021 | Reilly Opelka Jannik Sinner            | Steve Johnson Jordan Thompson          | 6–4, 6–7(6–8), [10–3]                  |
| 2022 | Thanasi Kokkinakis Nick Kyrgios        | Jason Kubler John Peers                | 7–6(7–4), 7–5                          |
| 2023 | Nathaniel Lammons Jackson Withrow      | Max Purcell Jordan Thompson            | 7–6(7–3), 7–6(7–4)                     |
| 2024 | Nathaniel Lammons Jackson Withrow      | André Göransson Sem Verbeek            | 4–6, 6–4, [12–10]                      |